# Bonaventura Serra i Ferragut
Bonaventura Serra i Ferragut (Mallorca, 1728-1784), va ser un erudit, historiador, botànic i pintor.
Es doctorà (1748) en ambdós drets a la Universitat Literària de Mallorca, d'on fou (1752-1759) catedràtic de dret canònic. Els seus coneixements sobre història de Mallorca feren que fos consultat amb freqüència per savis de diverses nacionalitats. Va mantenir correspondència amb intel·lectuals com Enrique Flórez, Martin Sarmiento, Gregori Maians i d'Alembert. A casa seva reunia una tertúlia literària a la qual assistien Antoni de Montis, Josep de Pueyo i Pueyo i Antoni Despuig i Dameto. Deixà inèdits diversos tractats de jurisprudència, de medicina, de botànica i d'altres ciències referents a les Balears, com Recreaciones eruditas, on defensa la llengua llemosina. És una miscel·lània en 36 volums, que inclouen un interessant noticiari. És autor de Glorias de Mallorca (1755), de la qual només en publicà el primer tom i que fou durament criticada pel caputxí Gaietà de Mallorca.
És autor de Flora balearica sive icones stirpium et plantarum quae in solo Majoricensis sponte nascuntur (1765), amb 178 làmines dibuixades a la ploma i de Flora balearica, exhibens plantas in insula Majoricae crescentes (1722). També escrigué una Disertación histórica sobre una inscripción romana del pueblo Bocchoritano, hallada en Mallorca en el territorio de la villa de Pollença en el año de 1765 (1766) i Disertación crítico-legal sobre la condición de nombre y armas puras, solas y sin mezcla, ordenada en los fideicomisos por algunos testadores (1780).
Fou alumne del pintor Guillem Mesquida i Munar, del qual en va fer un retrat a la ploma. Copià la tela de la Mare de Déu del Gonfaló, de Carlo Maratta. Es conserva obra seva a la cartoixa de Valldemossa. El 1759 fou nomenat cronista general del Regne de Mallorca. Va ser un dels fundadors de la Societat Econòmica Mallorquina d'Amics del País, a Mallorca. Ingressà a l'Acadèmia de Nobles i Belles Arts de Sant Carles de València. Compilà una de les millors biblioteques de Mallorca, que heretà el marquès de Campofranco Josep de Pueyo i que es conserva a Can Pueyo.